# Черкасский троллейбус
Черкасский троллейбус (укр. Черкаський тролейбус) — один из видов общественного транспорта города Черкассы, Украина. Движение открыто 5 ноября 1965 года.

## Подвижной состав
1. ЗиУ-9, номера с 288 (наименьший номер из сохранившихся) до 369
2. ЗиУ-10, номера с 2001 до 2036
3. Киев-12.05, номер 2037, единственный в мире троллейбус данной модификации
4. Киев-11у, номера 370, 371, списаны в 2001 году
5. Electro LAZ-12, номера с 372 до 375
6. АКСМ-321, номера 376 и 385-399
7. Богдан Т701.17, номера 377-384

В апреле 2020 года была подана заявка на участие в кредитной программе «Городской пассажирский транспорт в Украине — 2», в рамках которой планируется приобрести 45 троллейбусов, из них 10 — одиночных, 15 — одиночных с автономным ходом и 20 гармошек.

## Маршруты
Общее число маршрутов — 23
Все существующие маршруты на сегодняшний день:
- № 1: Санаторий «Украина» — Завод «Аврора»
- № 1а: Санаторий «Украина» — ул. Пацаева
- № 2: ЧШК — ул. Пацаева
- № 3: Санаторий «Украина» — Железнодорожный вокзал
- № 4: ул. Генерала Момота (ул. Луначарского) — Троллейбусный парк/ЗХВ Очередь №3
- № 4а: ул. Генерала Момота (ул. Луначарского) — Железнодорожный вокзал
- № 6: Ул. Рустави —  ОАО «Азот»
- № 6а: ул. Генерала Момота (ул. Луначарского) —  ОАО «Азот»
- № 7: ул. Можайского — Троллейбусный парк / ОАО «Азот»
- № 7а: Санаторий «Украина» — Троллейбусный парк / ОАО «Азот» / ЧШК
- № 8: ул. Рустави — Завод «Аврора»
- № 8р: Эпицентр — Завод «Аврора»
- № 9: Речной вокзал — ОАО «Азот» (ч/з Энгельса)
- № 10: ул. Елены Телиги (ул. Конева) — Речной вокзал
- № 11: ул. Рустави — ул. Пацаева
- № 12: ул. Рустави — Грузовой порт (временный/сезонный/с 15 апреля по 15 октября)
- № 13: Троллейбусный парк — ОАО «Азот» (ч/з Энгельса, р-н «Д»)
- № 14: ул. Оноприенко (ул. Генерала Момота (ул. Луначарского)) — Железнодорожный вокзал
- № 15: Пл. Славы — ОАО «Азот» (ч/з р-н «Д»)
- № 16: Пл. Славы — ОАО «Азот» (ч/з р-н «ЮЗР»)
- № 20: Дом Торговли — ОАО «Азот» (ч/з Центр, Энгельса)
- № 50: Грузовой порт — Эпицентр
- № 90: Речной вокзал — ОАО «Азот» (ч/з р-н «Д»)